# Frederik Letzler
Fredrik Lars-Owe Letzler (Västerhaninge, Suecia, 17 de febrero de 1972) es un nadador retirado especializado en pruebas de estilo libre. Fue subcampeón mundial en la prueba de 4x100 y 4x200 metros libres durante el Campeonato Mundial de Natación en Piscina Corta de 1997.
Representó a Suecia en los Juegos Olímpicos de Barcelona 1992 y Atlanta 1996.

## Palmarés internacional
| Campeonato Mundial de Natación en Piscina Corta | Campeonato Mundial de Natación en Piscina Corta | Campeonato Mundial de Natación en Piscina Corta | Campeonato Mundial de Natación en Piscina Corta |
| Año                                             | Lugar                                           | Medalla                                         | Prueba                                          |
| ----------------------------------------------- | ----------------------------------------------- | ----------------------------------------------- | ----------------------------------------------- |
| 1997                                            | Gotemburgo ( Suecia)                            | Medalla de plata                                | 4 × 100 m libre                                 |
| 1997                                            | Gotemburgo ( Suecia)                            | Medalla de plata                                | 4 × 200 m libres                                |
| Campeonato Europeo de Natación                  |                                                 |                                                 |                                                 |
| Año                                             | Lugar                                           | Medalla                                         | Prueba                                          |
| 1993                                            | Sheffield ( Reino Unido)                        | Medalla de plata                                | 4 × 100 m libres                                |
| 1995                                            | Viena ( Austria)                                | Medalla de bronce                               | 4 × 100 m libres                                |